# Final de la Eurocopa 1980

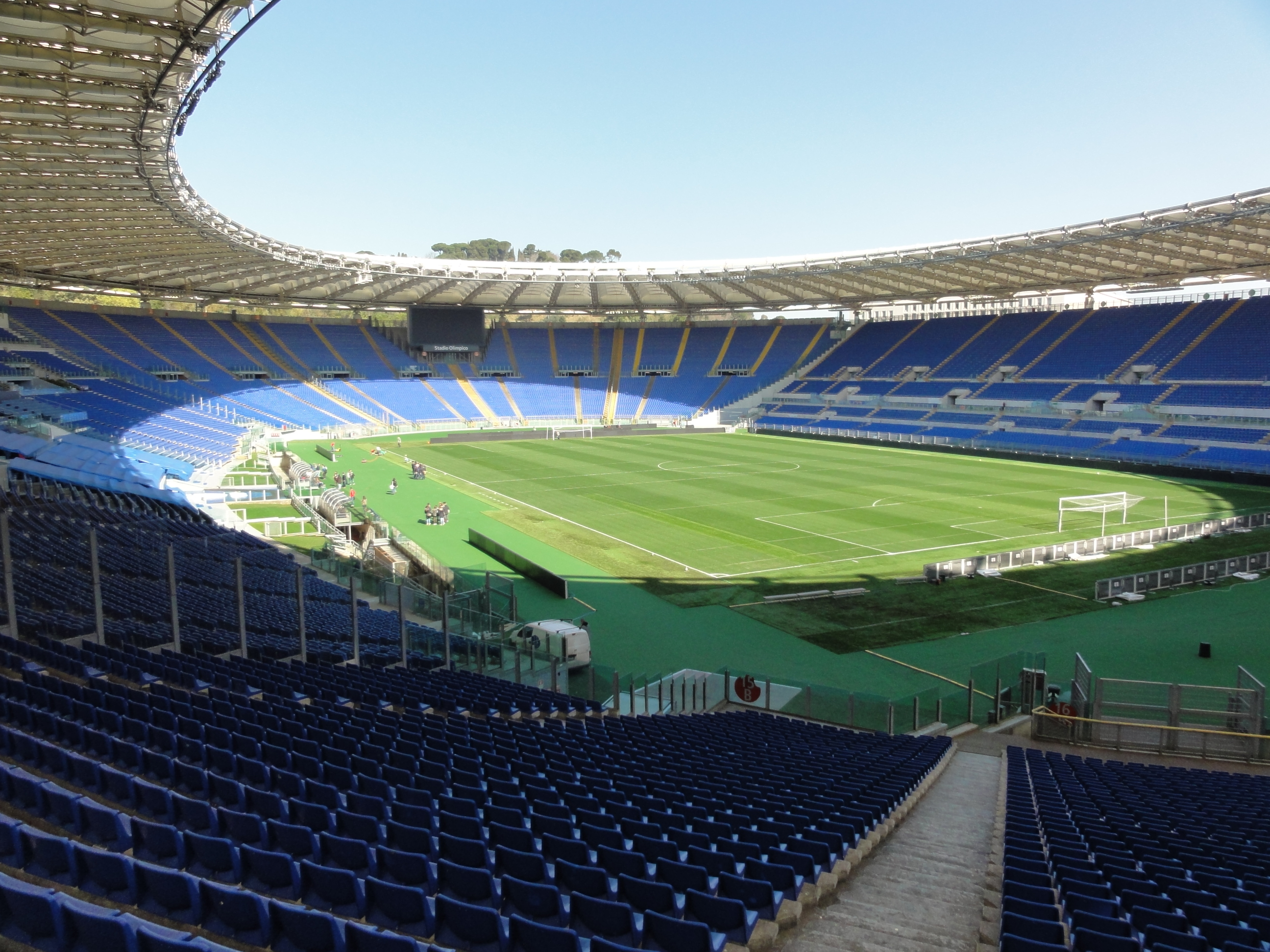
El Stadio Olimpico de Roma fue el recinto donde se disputó el último encuentro de la competición, además de otros 3 partidos.

La final de la Eurocopa de 1980 se disputó en el Stadio Olimpico de Roma, el 22 de junio de 1980. En ella se enfrentaron los ganadores de los grupos de la competición, siendo estos Alemania Federal, que llegaba a su tercera final consecutiva luego de ganar la edición de 1972 ante la Unión Soviética, y perder la final de 1976 ante Checoslovaquia por la definición por penales, y Bélgica que llegaba por primera vez a esta instancia.
Alemania Federal se impuso en el resultado del partido al ganar 2 a 1, gracias a las 2 anotaciones de Horst Hrubesch tanto al comienzo como al final del encuentro, el descuento belga fue obra de René Vandereycken a través del lanzamiento penal.

## Enfrentamiento
| Bandera de Alemania | vs. | Bandera de Bélgica |
| Alemania Federal 2  | vs. | Bélgica 1          |
| ------------------- | --- | ------------------ |

## Camino a la final
| Equipo           | Pts. | PJ | PG | PE | PP | GF | GC | Dif |
| ---------------- | ---- | -- | -- | -- | -- | -- | -- | --- |
| Alemania Federal | 5    | 3  | 2  | 1  | 0  | 4  | 2  | +2  |
| Checoslovaquia   | 3    | 3  | 1  | 1  | 1  | 4  | 3  | +1  |
| Países Bajos     | 3    | 3  | 1  | 1  | 1  | 4  | 4  | 0   |
| Grecia           | 1    | 3  | 0  | 1  | 2  | 1  | 4  | -3  |

| Equipo     | Pts. | PJ | PG | PE | PP | GF | GC | Dif |
| ---------- | ---- | -- | -- | -- | -- | -- | -- | --- |
| Bélgica    | 4    | 3  | 1  | 2  | 0  | 3  | 2  | +1  |
| Italia     | 4    | 3  | 1  | 2  | 0  | 1  | 0  | +1  |
| Inglaterra | 3    | 3  | 1  | 1  | 1  | 3  | 3  | 0   |
| España     | 1    | 3  | 0  | 1  | 2  | 2  | 4  | -2  |

## Partido
| 12         | Guardameta     | Jean-Marie Pfaff      |  |
| 2          | Defensa        | Eric Gerets           |  |
| 3          | Defensa        | Luc Millecamps        |  |
| 4          | Defensa        | Walter Meeuws         |  |
| 5          | Defensa        | Michel Renquin        |  |
| 6          | Centrocampista | Julien Cools          |  |
| 7          | Centrocampista | René Vandereycken     |  |
| 8          | Centrocampista | Wilfried Van Moer     |  |
| 17         | Centrocampista | Raymond Mommens       |  |
| 9          | Delantero      | François Van der Elst |  |
| 11         | Delantero      | Jan Ceulemans         |  |
| Entrenador | Entrenador     | Guy Thys              |  |

| 1          | Guardameta     | Harald Schumacher     |     |
| 2          | Defensa        | Hans-Peter Briegel    | 55' |
| 4          | Defensa        | Karlheinz Förster     |     |
| 5          | Defensa        | Bernard Dietz         |     |
| 15         | Defensa        | Uli Stielike          |     |
| 20         | Defensa        | Manfred Kaltz         |     |
| 6          | Centrocampista | Bernd Schuster        |     |
| 8          | Centrocampista | Karl-Heinz Rummenigge |     |
| 10         | Centrocampista | Hansi Müller          |     |
| 9          | Delantero      | Horst Hrubesch        |     |
| 11         | Delantero      | Klaus Allofs          |     |
| Entrenador | Entrenador     | Jupp Derwall          |     |

| 3 | Centrocampista | Bernhard Cullmann | 55' |

| Amonestado | 35' | Luc Millecamps        |
| Amonestado | 55' | René Vandereycken     |
| Amonestado | 89' | François Van der Elst |

| Amonestado | 59' | Karlheinz Förster |

| Anotado | 75' | René Vandereycken | 1-1 |

| Anotado | 10' | Horst Hrubesch | 0-1 |
| Anotado | 88' | Horst Hrubesch | 1-2 |

| Árbitro | Nicolae Rainea |

| 12         | Guardameta     | Jean-Marie Pfaff      |  |
| 2          | Defensa        | Eric Gerets           |  |
| 3          | Defensa        | Luc Millecamps        |  |
| 4          | Defensa        | Walter Meeuws         |  |
| 5          | Defensa        | Michel Renquin        |  |
| 6          | Centrocampista | Julien Cools          |  |
| 7          | Centrocampista | René Vandereycken     |  |
| 8          | Centrocampista | Wilfried Van Moer     |  |
| 17         | Centrocampista | Raymond Mommens       |  |
| 9          | Delantero      | François Van der Elst |  |
| 11         | Delantero      | Jan Ceulemans         |  |
| Entrenador | Entrenador     | Guy Thys              |  |

| 1          | Guardameta     | Harald Schumacher     |     |
| 2          | Defensa        | Hans-Peter Briegel    | 55' |
| 4          | Defensa        | Karlheinz Förster     |     |
| 5          | Defensa        | Bernard Dietz         |     |
| 15         | Defensa        | Uli Stielike          |     |
| 20         | Defensa        | Manfred Kaltz         |     |
| 6          | Centrocampista | Bernd Schuster        |     |
| 8          | Centrocampista | Karl-Heinz Rummenigge |     |
| 10         | Centrocampista | Hansi Müller          |     |
| 9          | Delantero      | Horst Hrubesch        |     |
| 11         | Delantero      | Klaus Allofs          |     |
| Entrenador | Entrenador     | Jupp Derwall          |     |

| 3 | Centrocampista | Bernhard Cullmann | 55' |

| Amonestado | 35' | Luc Millecamps        |
| Amonestado | 55' | René Vandereycken     |
| Amonestado | 89' | François Van der Elst |

| Amonestado | 59' | Karlheinz Förster |

| Anotado | 75' | René Vandereycken | 1-1 |

| Anotado | 10' | Horst Hrubesch | 0-1 |
| Anotado | 88' | Horst Hrubesch | 1-2 |

| Árbitro | Nicolae Rainea |

|                          |
| Bandera de Alemania      |
| Campeón Alemania Federal |
| 2.do Título              |